# Trio pour piano et cordes de Rimski-Korsakov
Pour les articles homonymes, voir Trio pour piano et cordes.
Le Trio pour piano et cordes en ut mineur est un trio pour piano, violon et violoncelle de Rimski-Korsakov. Composé en 1897 sur une demande de son éditeur Mitrofan Belaïev, il lui en interdit la publication, tant il est insatisfait de l'œuvre.

## Historique
En 1897, Rimski-Korsakov écrit deux œuvres de musique de chambre à la demande de Belaïev, mais lui interdit de les publier, car trop déçu du résultat : le quatuor à cordes en sol majeur (publié en 1955) et le présent trio. Bien que déclaré inachevé, ce trio a souvent été joué par l'épouse (qui était pianiste) du compositeur et par les deux fils. Le gendre de Rimski-Korsakov, Maximilian Steinberg complète les passages laissés ad-libitum. En 1939 ce gendre interprète le trio avec le fils du compositeur au violon et S.-N. Bourlakov au violoncelle qui ajoute des coups d'archet et des doigtés. Le trio est édité en 1970 en complément des Œuvres complètes.

## Analyse de l'œuvre
1. Allegro (en ut mineur)/ Structure en forme sonate exposant trois thèmes. Passage avec une brillante danse russe précède une coda en accelerando.
2. Allegro (en ut mineur):  Rondo déroulant des gammes chromatiques.
3. Adagio (en la majeur): Ambiance de sérénade sur de belles mélodies.
4. Adagio : Une fugue exposée par le piano précède un récitatif au violoncelle avant un allegro avec fugato du piano et une coda virtuose notée presto.

- Durée d'exécution: trente sept minutes